# Семикинское лесничество
Семикинское лесничество — посёлок в Сосновском районе Тамбовской области России. Входит в состав Перкинского сельсовета.

## География
Семикинское лесничество расположен в пределах Окско-Донской равнины, в юго-восточной части района, в лесном массиве возле посёлка Семикинский лесоучасток.
Климат
Находится, как и весь район, в умеренном климатическом поясе, и входит в состав континентальной климатической области Восточно-Европейской Равнины.

## Население
| 2010 |
| ---- |
| 57   |

## Инфраструктура
Лесная промышленность.

## Транспорт
Остановка общественного транспорта «Семикинское лесничество».